# 小島麻由美
小島 麻由美（こじま まゆみ；1972年9月30日—），是日本的创作歌手。东京都出身。隶属于音乐事务所SUZAK MUSIK。

## 音樂風格
小島將1950年代的老歌，融合“爵士乐”、“法国流行音乐”、“拉丁音乐”、“昭和歌謠”、“蓝调”、“慢拍摇滚”和“童谣”等流派，打造独特的配乐风格。
塚本功（吉他）、清水一登（電子琴&單簧管）、ASA-CHANG（爵士鼓&Perc）、長山雄治（貝斯）、 八馬義弘（爵士鼓）、 加地秀基（貝斯） 等，都是其備用樂隊成員 。

## 經歷
小島自陳，高中時代時，愛上美国 50 年代的罗斯玛丽·克鲁尼。但是覺得英文很麻烦，所以决定自己写歌 。
1994年，以18岁处女作的样带獲得唱片公司认可，开始了音乐人生涯 。
1995年7月21日，以单曲出道。